# École nationale des sciences appliquées d'El Jadida
L'École nationale des sciences appliquées d'El Jadida (en arabe : المدرسة الوطنية للعلوم التطبيقية بالجديدة) est une école d'ingénieurs publique située à El Jadida. Attachée à l'université Chouaib Doukkali, elle fait partie du réseau des Écoles nationales des sciences appliquées. C’est un établissement public qui a pour vocation la formation d’ingénieurs d’État avec des spécialisations en génie des télécommunications et réseaux, génie énergétique et électrique, Génie Industriel et Génie informatique et technologies émergentes .

## Présentation générale
L’ENSA d'El Jadida est un établissement public relevant de l'université Chouaib Doukkali et a pour mission de former des ingénieurs d'État. L’ENSAJ a le privilège d’opérer dans une région du royaume engagée dans des processus de développement économique intense[réf. souhaitée].

## Mission
- Formation des ingénieurs d'état  et la conduite des travaux de recherche notamment dans le domaine de l’énergie.
- Formation des ingénieurs d'aujourd'hui avec un champ de connaissance assez vaste.

## Départements
L'École nationale des sciences appliquées d'EL Jadida comprend actuellement sept filières :
- Génie Énergétique et Électrique (G2E)
- génie industriel  (GI)
- Ingénierie des Systèmes d'Information et de Communication (ISIC)
- Génie Informatique et Technologies Émergentes (2ITE)
- Génie civil (GC)
- Cyber securité et confiance numérique (CCN)
- Master : Sciences des Donées et Intelligence Artificielle (SDIA)